# Contrammiraglio
Contrammiraglio è un grado degli ufficiali ammiragli presente nella maggior parte delle marine militari. Di solito è il primo o il secondo grado degli ufficiali ammiragli, superiore a capitano di vascello, commodoro o ammiraglio di flottiglia e subordinato a viceammiraglio o ammiraglio di divisione.
Il nome deriva dall'uso originario di assegnare a quest'ufficiale il comando della retroguardia, da cui appunto retroammiraglio, con un ruolo quindi contrapposto a quello dell'ammiraglio, responsabile della condotta dell'azione, e del viceammiraglio, comandante dell'avanguardia.. Con il tempo il titolo di retroammiraglio si è trasformato in quello di contrammiraglio, terminologia adottata generalmente da tutte le marine, mentre nei paesi anglosassoni e del Commonwealth tuttora il grado corrispondente a contrammiraglio è quello di commodore. Questo grado nella US Navy è definito rear admiral lower half che letteralmente significa ammiraglio di retroguardia metà inferiore, ovvero ammiraglio ad una stella, nella US Navy chiamato one star admiral.

## Italia
Il contrammiraglio (C.A.) è il primo, in ordine gerarchico crescente, tra i gradi degli "ufficiali ammiragli" della Marina Militare Italiana corrispondente a quello di generale di brigata o brigadier generale dell'Esercito e a quello di generale di brigata aerea dell'Aeronautica Militare; questo grado è superiore a quello di capitano di vascello e subalterno a quello di ammiraglio di divisione.
L'insegna per paramano di questo grado è costituita da un giro di bitta ed una greca. L'insegna per spallina è, invece, costituita da una stelletta e un'ancora su spallina dorata, mentre il fregio da berretto rigido è quello uguale a tutti gli ufficiali della Marina Militare con lo sfondo blu sotto la torre e nell'ovale dell'ancoretta. Il codice NATO è OF-6.

Distintivo per paramano dell'uniforme ordinaria invernale.
Distintivo per controspallina delle uniformi ordinaria e di servizio estiva.
Bandiera navale.

Il grado è sempre stato presente sin dalla costituzione della Regia Marina. Dal 1861 al 1878 il distintivo di grado era costituito da uno spaghetto ed una greca, nel 1878 lo spaghetto è stato sostituito con il giro di bitta. Per gli Ufficiali del Corpo del Genio Navale il grado equivalente era ispettore delle costruzioni navali, sostituito nel 1904 con il grado di maggior generale. Gradi equivalenti vennero istituiti per gli altri corpi della Regia Marina: per gli Ufficiali macchinisti nel 1897 venne istituito il grado di macchinista ispettore, sostituito nel 1904 con il grado di maggior generale macchinista, per gli Ufficiali specialisti delle armi navali nel 1918 il grado di maggior generale, per gli Ufficiali del Corpo Sanitario nel 1875 il grado di medico ispettore, sostituito nel 1904 con il grado di maggior generale medico e per gli Ufficiali del Corpo di Commissariato nel 1887 venne istituito il grado di ispettore, sostituito nel 1904 con il grado di maggior generale commissario.

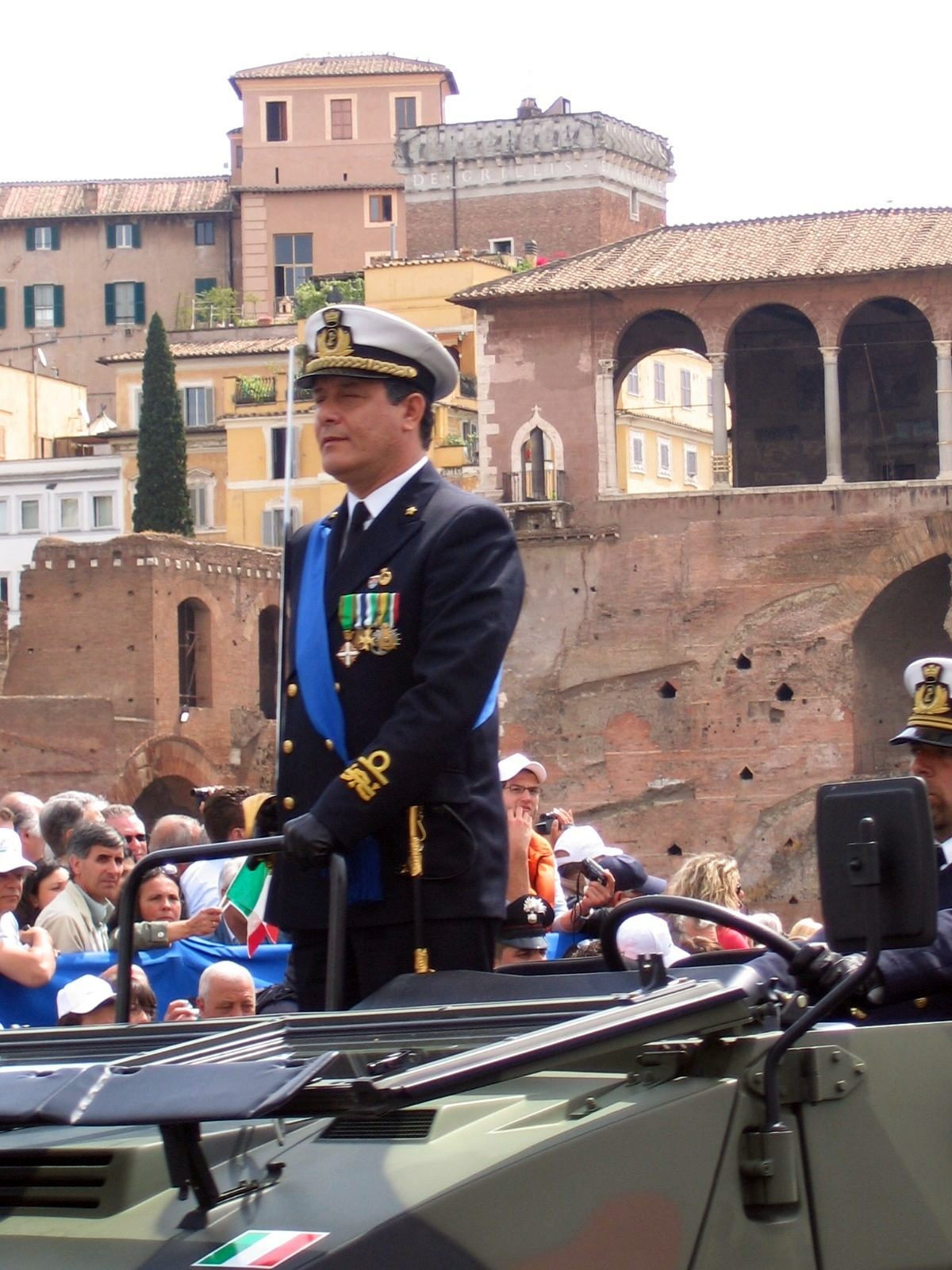
Contrammiraglio della Marina Militare in alta uniforme da parata con sciarpa azzurra e sciabola durante la parata del 2 giugno

In seguito al regio decreto nº 2395 dell'11 novembre 1923, «Ordinamento gerarchico dell'Amministrazione dello Stato», che modificava i gradi degli ammiragli assieme agli altri vertici delle forze armate del Regno, il grado di contrammiraglio veniva diviso in due gradi distinti, ovvero in contrammiraglio di divisione e contrammiraglio; distintivi di grado, insegne e onori per i nuovi gradi vennero specificati con il Foglio d'ordini del 7 dicembre 1923. 
Nel 1923 tali gradi, gerarchicamente equivalenti al grado di contrammiraglio vennero rispettivamente sostituiti con i gradi maggiore generale delle costruzioni navali per gli Ufficiali del Corpo del Genio Navale, di maggiore generale macchinista per gli Ufficiali macchinisti, di maggiore generale medico per gli Ufficiali medici, di maggiore generale commissario per gli Ufficiali del Corpo di Commissariato, mentre con la militarizzazione del corpo delle capitanerie di porto, che entrava a far parte della Regia Marina venne istituito il grado di maggiore generale di porto.

Fregio da berretto rigido per ufficiali della Marina Militare Italiana

Tale denominazione rimase in vigore anche dopo la seconda guerra mondiale e la proclamazione della Repubblica, fino al 1973, quando i gradi di tutti i corpi della Marina Militare Italiana vennero unificati.
Per quanto riguarda il grado di contrammiraglio di divisione, il grado equivalente negli altri corpi divennero Tenente generale delle costruzioni navali per gli Ufficiali del Corpo del Genio Navale, di tenente generale macchinista per gli Ufficiali macchinisti, di Tenente generale medico per gli Ufficiali medici, di Tenente generale commissario per gli Ufficiali del Corpo di Commissariato, mentre per il corpo delle capitanerie di porto venne istituito il grado di Tenente generale di porto.
Nel 1926 con la Legge nº 1178 dell'8 giugno 1926, «Organizzazione della Marina», recepita con foglio d'ordini nº 168 del 23 luglio 1926, con la quale venivano riordinati i gradi degli ammiragli, il grado di contrammiraglio di divisione venne sostituito con il grado di ammiraglio di divisione, mentre per tutti gli altri corpi della Regia Marina l'equivalente al grado di ammiraglio di divisione a partire dal 1926 divenne Tenente generale e venne istituito per il Genio Navale e per il neocostituito Corpo delle Armi Navali il grado apicale di generale ispettore omologo tra gli ufficiali di vascello all'ammiraglio di squadra e tale denominazione dei gradi rimase in vigore anche dopo la seconda guerra mondiale e la proclamazione della Repubblica, fino al 1973, quando, con la legge 16 aprile 1973, n. 174 i gradi di tutti i corpi della Marina Militare Italiana vennero unificati e uguali a quelli degli ufficiali del Corpo di stato maggiore della Marina Militare, con l'aggiunta dei suffissi "(AN)", "(GN)", "(SAN)", "(CM)", "(CP)"; e il grado di maggior generale venne ridenominato contrammiraglio, il tenente generale ridenominato ammiraglio ispettore e il generale ispettore ridenominato ammiraglio ispettore capo.

## Negli Stati Uniti e nel Regno Unito
Il grado di retroammiraglio (metà inferiore) (ingl. rear admiral lower half, corrispondente a quello di contrammiraglio come da convenzioni STANAG della NATO) è un grado militare  della Marina militare e della Guardia costiera statunitensi. Esso corrisponde al grado della Marina militare italiana di contrammiraglio (ovvero a quello di generale di brigata dell'Esercito e nell'Aeronautica, brigadier general dell'Esercito americano e nel Corpo dei Marine). Il grado di retroammiraglio (metà inferiore) è superiore a quello di capitano (captain, equivalente nella Marina it. a capitano di vascello, ossia il colonnello degli eserciti) ed inferiore a quello di ammiraglio di divisione (ingl. rear admiral), corrispondente a quello di generale di divisione.
Nella Marina militare del Regno Unito il grado corrispondente è quello di commodore.

Insegna per paramano dell'uniforme ordinaria invernale, controspallina estiva e fregio da colletto della US Navy
Insegna per paramano dell'uniforme ordinaria invernale, controspallina estiva e fregio da colletto della USCG
L'insegna per paramano dell'uniforme ordinaria invernale di commodoro della Royal Navy

## Unione Sovietica e Russia
Nella Marina Imperiale russa il grado corrispondente era inizialmente quello di Scolta di notte (in russo шаутбенахт?; traslitterato: Šautbenacht) nome del grado che nel 1724 venne mutato con quello di contrammiraglio (in russo контр-адмирал?; traslitterato: kontr-admiral); Dopo la fine dell'Impero nella Marina Sovietica il grado corrispondente è stato dal 1918 al 1935 quello di Comandante di brigata navale  (Командир бригады кораблей; traslitterato: Komandir brigady korablej, abbreviato: Kombrikor); dal 1935 al 1940 al ruolo di Comandante di brigata navale venne assegnato il grado di Capitano di 1° rango, che precedentemente era il grado più alto degli ufficiali di vascello e che a partire dal 1940, con ll ripristino del grado di contrammiraglio, tornò ad essere riservato ai comandanti di vascello.

## Grecia
Nella Marina Greca il grado omologo è Yponavarchos (greco: Υποναύαρχος) la cui traduzione è retroammiraglio.